# Culicula schaldusalis
Culicula schaldusalis är en fjärilsart som beskrevs av Walker 1858. Culicula schaldusalis ingår i släktet Culicula och familjen nattflyn. Inga underarter finns listade i Catalogue of Life.